# Transfesa
 (21 février 2022).
Transfesa ou Transportes Ferroviarios Especiales est une société espagnole de fret ferroviaire, transports routiers et de logistique, active au niveau européen.
Transfesa est le premier concurrent de Renfe en Espagne. Elle détient des filiales dans divers pays européens, notamment en France, au Portugal et au Royaume-Uni.
Transfesa dispose d'une flotte de wagons à écartement variable avec lesquelles elle peut organiser des trains transfrontaliers sans transbordement à la frontière française.
Le 28 juin 2007, la Deutsche Bahn AG annonce lors d'une conférence de presse commune avec Transfesa et English, Welsh and Scottish Railway (EWS) de Grande-Bretagne qu'elle prend la majorité du capital de Transfesa.
Liste des principaux actionnaires au 22 mars 2024:
| Deutsche Bahn           | 84,03 % |
| Renfe                   | 10,94 % |
| auto-contrôle           | 4,9 %   |
| actionnaire minoritaire | 0,13    |